# 施韦因富特
施韦因富特（德語：Schweinfurt，發音：[ˈʃvaɪnfʊʁt] ⓘ）是德国巴伐利亚州下弗兰肯行政区的非县辖城市，也是施韦因富特县的县治，面积35.7平方千米，2023年12月31日人口为55,067人。
施韦因富特最早记载于公元791年，是巴伐利亚州最古老的城市之一。约公元1000年左右，施韦因富特藩侯控制了巴伐利亚北部的大部分地区。12世纪起至1802年，施韦因富特是神圣罗马帝国的一座帝国自由城市；约1700年前后，施韦因富特成为了人文主义活动的中心；1770年，这座城市开启了长达250年的工业历史。
第二次世界大战期间，美军在第二次空袭施韦因富特（又称“黑色星期四”）中遭受了最惨痛的失败。1945年4月11日，美军攻入该市。冷战期间，1945年设立的施韦因富特美军基地是联邦德国境内美军战斗部队最为集中的地区。施韦因富特西北部形成了“美国小镇”，配备有完整的民用基础设施，有各种商店，容纳了1.2万名美国军民。在美军于2014年撤出之前，共有约10万名美军士兵曾在此驻扎过。
1990年兩德統一后，施韦因富特成为了德国中部重要的交通枢纽。

## 友好城市
施韦因富特与以下城市结为友好城市：
- 法國 沙托丹
- 苏格兰 北拉纳克郡
- 芬兰 塞伊奈约基
- 乌克兰 盧茨克